# Лейк, Перси Генри Ноэль
Перси Генри Ноэль Лейк (англ. Percy Henry Noel Lake; 29 июня 1855, Тенби, Пембрукшир, Уэльс, Великобритания — 17 ноября 1940, Виктория, Британская Колумбия, Канада) — британский военный деятель, генерал-лейтенант Британской армии.
Перси Лейк родился в 1855 году в Уэльсе в семье с давними военными традициями. Поступив на службу в Британскую армию, принял участие в англо-афганской войне 1878 года. После окончания Штабного колледжа, ушёл на работу в военную разведку. Отличившись во время суданской кампании 1885 года, пошёл на повышение в штаб армии в Лондоне, став членом комитета колониальной обороны и заняв несколько постов в департаменте разведки. В то же время женился на дочери одного архитектора, ставшей его спутницей как в жизни, так и в службе. Прослужив какое-то время в Ирландии, в 1893 году был назначен генерал-квартирмейстером Канадской милиции в Оттаве, а через несколько лет стал помощником генерал-квартирмейстера в Лондоне, став ответственным за отдел мобилизации во время англо-бурской войны 1899—1902 годов, за заслуги в которой был возведён в Компаньоны ордена Бани.
Получив звание бригадного генерала, в 1904 году Лейк стал военным советником канадского правительства, а затем и начальником Генерального штаба Канады, фактически возглавив всю канадскую армию того времени. В 1905 году был возведён в Компаньоны ордена Святого Михаила и Святого Георгия. Спустя несколько лет назначен генеральным инспектором Канадской милиции, после чего начал процесс её реформирования, заручившись согласием федерального правительства и одобрением военных кругов. В 1908 году стал сэром и Рыцарем-командором ордена Святого Михаила и Святого Георгия. В 1911 году получил звание генерал-лейтенанта и командирован в Индию, где в 1912—1916 годах был начальником Генерального штаба, продолжив работу над повышением боевой готовности индийской армии накануне первой мировой войны. В 1916 году за службу в Индии возведён в звание Рыцаря-Командора ордена Бани.
В 1916 году Лейк получил направление в Месопотамию, возглавив во время месопотамской кампании армию, поставившую себе целью снятие турецкой осады с Эль-Кута и вызволение из вражеского окружения британской группировки войск под командованием генерала Таунсенда. Приняв фронт в ужасной ситуации по причине действий своих предшественников на командном посту, предпринял ряд мер по реорганизации военного снабжения по суше и воде. Несмотря на эти шаги и попытки прорыва блокады, Таунсенд был вынужден сдаться в турецкий плен вместе с 10-ю тысячами своих солдат, из которых 4 тысячи погибло в маршах смерти и лагерях. Как по должности ответственный за случившееся поражение, отстранён от командования, однако оправдан, так как именно предпринятые Лейком меры привели привели к будущим победам в Эль-Куте и Багдаде. Конец войны он встретил на работе в военном министерстве.
В 1919 году Лейк вышел в отставку после почти 50 лет военной службы. Поселившись в канадской Виктории в Британской Колумбии, на пенсии занимался делами ветеранов, был президентом Канадского легиона. Скончался в 1940 году в возрасте 85 лет и был похоронен с военными почестями в присутствии первых лиц государства и провинции.

## Биография

### Молодые годы, семья, образование
Перси Генри Ноэль Лейк родился 29 июня 1855 года в Тенби (Уэльс). Он был старшим сыном в семье подполковника Перси Годфри Ботфильда Лейка (1829—1899) и его жены Маргарет, урождённой Филлипс (1830—1908), из Квебека. Дед Перси был гвардейцем и под командованием Веллингтона служил при Ватерлоо.
Младший брат — Ричард Стюарт Лейк (1860—1950), будущий депутат парламента Канады и лейтенант-губернатор Саскачевана, родился в Престоне (Ланкашир).
Перси окончил Аппингемскую школу, а также Престонскую грамматическую школу.

### Военная служба

#### Начало: Азия, Африка, служба в штабе
В 1873 году Лейк в возрасте 18 лет поступил на военную службу в звании суб-лейтенанта 59-го пехотного полка в составе Ист-Ланкаширского полка. 9 августа 1873 года был повышен в звании до лейтенанта. В качестве полевого инженера участвовал в англо-афганской войне 1878 года, за что был награждён медалью. 7 июня 1881 года назначен инструктором по стрелковой подготовке 59-го полка. 1 октября 1883 года повышен в звании до капитана. В 1884 году в возрасте 29 лет с почётом окончил Штабной колледж. В том же году перешёл на работу в департамент разведки при военном министерстве. 13 февраля 1884 года повышен в звании до майора. 18 апреля 1885 года был командирован в Египет, где занял пост заместителя помощника генерального адъютанта и генерал-квартирмейстера.
В 1885 году Лейк принял участие в суданской кампании. За участие в Суакинской экспедиции, битве за Хашин и Тофрек — Зерибу, сражении за Томаи, в качестве атташе департамента разведки был награждён медалью с двумя пряжками и звездой Хедива в бронзе. После этого снова вернулся на работу в департамент разведки, став членом комитета колониальной обороны. 1 октября 1887 года получил направление в штаб армии в Лондоне, где занимал посты штаб-капитана (1887—1888) и заместителя помощника генерал-адъютанта по разведке (1888—1892).
В 1891 году Перси Лейк женился на леди Эстер Фанни Вудьер, дочери архитектора викторианской эпохи Генри Вудьера из Графхем-холла около Гилфорда в Суррее. Впоследствии она всюду следовала за мужем, куда бы он ни был отправлен на службу.
1 июля 1891 года Лейк был повышен в звании до майора. В 1891—1892 годах был секретарём Комитета лорда Вантейджа по вопросу условий службы в армии. В 1892 году стал заместителем помощника генерал-адъютанта в Дублинском округе Ирландии, служил в штабе фельдмаршала Ивлина Вуда.

#### Канада
В 1893 году Перси Лейк был назначен на должность генерал-квартирмейстера Канадской милиции в Оттаве. 14 сентября 1893 года был временно повышен до полковника. 23 сентября 1899 года занял пост помощника генерал-квартирмейстера в штабе армии, возглавив отдел мобилизации в армейской штаб-квартире в Лондоне во время англо-бурской войны. 13 ноября 1899 года повышен в звании до подполковника. 11 января 1902 года повышен в звании до полковника.
9 августа 1902 года Лейк вместе с супругой присутствовал на коронации короля Эдуарда VII и королевы Александры. 31 октября 1902 года получил звание Компаньона ордена Бани гражданского класса «за заслуги во время операций в Южной Африке». 2 марта 1904 года назначен на пост главного штаб-офицера II армейского корпуса, и в тот же день был повышен в звании до бригадного генерала.
17 ноября 1904 года Лейк назначен 1-м военным советником правительства Канады, став единственным членом Совета милиции, родившимся не на территории Канады. В том же году назначен начальником Генерального штаба Канады, фактически став главой всей канадской армии того времени. В то время он принимал активное участие в общественной жизни Канады, выступал на митингах стрелковой ассоциации, организовал несколько выступлений полковника Герберта Такера с рассказами о русско-японской войне, а также публично настаивал на том, что стране нужно готовиться к сопротивлению вторжению на тихоокеанское побережье, опасность которого подтвердилась спустя почти 30 лет. 23 марта 1905 года Лейк был повышен в звании до генерал-майора, а 9 ноября 1905 года возведён в звание Компаньона ордена Святого Михаила и Святого Георгия как начальник генштаба.
В 1908 году Лейк назначен на должность генерального инспектора Канадской милиции, которую занимал до 1910 года. За два года нахождения на данном посту приступил к реорганизации милиции в армию. Обладая достаточной тактичностью и проницательностью, Лейк установил дружеские отношения с представителями канадских военных кругов и заручился доверием федерального правительства, хотя, как профессиональный солдат, он не всегда соглашался со спорными решениями военного министра Канады Сэма Хьюза. В июле 1908 года участвовал в торжествах по поводу трёхсотлетия Квебека, на которых принц Уэльский осмотрел первые отряды призывников из всех провинций Канады. 9 ноября того же года как генеральный инспектор получил звание Рыцаря-Командора ордена Святого Михаила и Святого Георгия с правом на приставку «сэр» к имени. В 1906—1908 годах был председателем совета посетителей Королевского военного колледжа в Кингстоне, а в 1910 году — президентом конькобежного клуба Минто в Оттаве.

#### Индия, Месопотамия
19 марта 1911 года Лейк был повышен в звании до генерал-лейтенанта. 4 апреля 1911 года назначен генерал-командующим 7-й дивизии в Индии. 21 февраля 1912 года назначен на пост начальника Генерального штаба Индии. Сменив своего друга сэра Дугласа Хейга, продолжил работу по повышению боевой готовности индийской армии в преддверии первой мировой войны. 21 февраля 1913 года получил почётное звание полковника Ист-Ланкаширского полка, а 1 января 1916 года возведён в звание Рыцаря-Командора ордена Бани военного класса как начальник индийского генштаба.
19 января 1916 года Лейк отбыл из Индии в Месопотамию, чтобы в качестве командующего действиями против турецких войск стать преемником генерала Джона Никсона, ушедшего в отставку, по словам Чемберлена, по причине плохого здоровья. В том же году он занял пост командующего Месопотамской армией, базирующейся с оперативной штаб-квартирой в Басре. Данная армия была направлена в качестве экспедиционных сил в район проведения месопотамской кампании для освобождения британской войсковой группировки под командованием сэра Чарльза Таунсенда из-под турецкой осады в Эль-Куте. Как командующий Индийскими экспедиционными силами «D» Лейк готовил соответствующие донесения и регулярно сообщал в расположение Генерального штаба Индии в Симле о ходе ведения боевых действий в Месопотамии. Приняв командование в важный момент кампании, Лейк уже ничего не смог сделать, так как все критические решения были уже приняты, а Никсон оставил фронт в ужасной ситуации и беспорядке, с множеством глубоко укоренившихся проблем. Тем не менее под руководством Лейка были предприняты первые, но безуспешные шаги по реформированию месопотамских экспедиционных сил, а также по реорганизации военного снабжения по суше и воде, однако время для того, чтобы эти меры привели к улучшению сложившейся ситуации на фронте, уже было потеряно из-за неправильных действий его предшественников, а также главнокомандующего генерала Бошана Даффа. Сам же Таунсенд недооценил всю мощь турецкой армии, укрепившейся в Месопотамии при помощи немецких союзников, а также необходимость речного транспортного снабжения. Спустя пять месяцев отчаянного сопротивления, предпринятых по инициативе Лейка нескольких неудавшихся попыток прорыва окружения под руководством генералов Фентона Элмера и Джорджа Горринга, приказа лорда Китченера о подкупе Халиль-паши при помощи Т. Э. Лоуренса и попытки контингента британских войск пробиться в Эль-Кут на 900-тонном пароходе «HMS Julnar», Таунсенд сдался туркам и провёл оставшуюся часть войны в плену, тогда как около 4 из 10 тысяч британцев погибли в маршах смерти и лагерях. По следам капитуляции, лорд Китченер во время слушаний в парламенте особо отметил, что «никакие восхваления не стали бы чрезмерными для войск под командованием сэра Перси Лейка и сэра Джорджа Горринга, и то, что они не пожали плоды своих мужества и преданности, то это лишь исключительно из-за обстоятельств, которые сражались против них».
Месопотамские события испортили карьеру Лейка, он был отстранён от командования, по должности став ответственным за случившееся и не имея возможности объясниться из-за военной этики того времени — «никогда не жалуйся, никогда не оправдывайся». Лейк был отозван из Месопотамии и предстал перед комиссией по расследованию обстоятельств поражения. Как отмечал уполномоченный комиссии коммандер Джозайя Уэджвуд в итоговом отчёте, Лейк предпринял шаги по «развитию речных и железнодорожных коммуникаций и организации снабжения с весьма удовлетворительными результатами», показав, что «не полностью осознавал характер препятствий, которые необходимо преодолеть, или масштабы усилий, необходимых для их преодоления, до тех пор, пока он не взял на себя командование». Последующие британские победы в Эль-Куте и Багдаде в марте 1917 года стали возможны именно благодаря предпринятым Лейком мерам, не умаляя, конечно, способностей его преемника — генерала Фредерика Мода. Сам Мод признал на комиссии, что последовавший триумф стал возможен во многом благодаря реорганизации войск, проведённой по решению Лейка. Однако он больше не назначался на командные должности, встретив конец войны на важном посту в министерстве боеприпасов.
В 1916 году фотография Лейка была помещена на сигаретную карточку в серии «Лидеры союзных армий», выпущенной табачной компанией «W.D. & H.O. Wills». В 1917 году фотограф Уолтер Стоунмен запечатлел облик Лейка как одного из выдающихся людей того времени для Национальной портретной галереи.

### В отставке
20 ноября 1919 года Лейк вышел в отставку в звании генерал-лейтенанта, прослужив на военной службе империи 46 лет, то есть почти полвека. 22 июля 1922 года, как достигший предельного возраста для службы, отчислен из Регулярного резерва армии. В 1923 году вместе с женой переехал в Викторию и поселился в доме 1004 по Террас-авеню. В том же году стал членом Королевского центрального азиатского общества. Принимал активное участие в жизни города, занимался делами ветеранов, вёл патриотическую работу.
В 1925 году Лейк организовал и возглавил Канадский легион, организацию для бывших военнослужащих Канады, созданный по примеру Британского легиона и призыву графа Хейга. Впоследствии Легион стал крупнейшей в Канаде социальной и правозащитной организацией, посвятившей себя служению ветеранам и увековечению их памяти, что выразилось в том числе в создании министерства по делам ветеранов Канады. В 1928 году преемником Лейка на посту президента Легиона стал сэр Артур Карри. В 1932 году Лейк стал основателем Индийско-Бирманского общества, в состав которого вошли бывшие солдаты империи. В 1936 году стал патроном ассоциации «Презренных стариков», а также первым вице-президентом Ассоциации бойскаутов Виктории.
Увлекался теннисом и стрельбой, состоял членом клуба «United Service», был верующим христианином, активным прихожанином Церкви Англии и настаивал на изучении библии в школах Британской Колумбии. До последних дней отличался достоинством и манерами, берущими свой исток ещё с викторианской эпохи.

### Смерть и похороны
Перси Лейк скончался 17 ноября 1940 года в возрасте 85 лет в Королевском юбилейном госпитале в Виктории (Британская Колумбия), внезапно заболев на минувшей неделе во время мероприятий по случаю Дня памяти павших. Прощальная панихида прошла в церкви Святой Марии в Ок-Бэй, служил епископ Гарольд Секстон, присутствовали генерал-губернатор Канады граф Атлон, лейтенант-губернатор Британской Колумбии Эрик Хэмбер, представитель провинциального правительства Джон Харт, мэр Виктории Эндрю Макгэвин. Покрытый флагом гроб под пушечный залп был вынесен из собора, а затем провезён по городу на оружейном лафете Королевского полка канадской артиллерии под гимны волынщиков Канадского Шотландского полка до местного крематория. Одним из тех, кто нёс гроб Лейка, был бригадный генерал Герберт Такер. Похороны прошли в парке Роял-Ок. Память Лейка была почтена на заседании муниципалитета Виктории, а также на собрании исполнительного комитета Красного Креста, тогда как литератор Дэвид Грив Таквелл посвятил ему стихотворение. Вдова Лейка, Эстер Фанни, скончалась в возрасте 93 лет 3 декабря 1945 года в Виктории, кремирована и похоронена рядом с мужем.

## Память
В 1943 году в колледже Виктории при Викторианском университете была учреждена «Мемориальная стипендия Сэра Перси Лейка», которая в денежном отношении в настоящее время составляет 2 тысячи долларов и финансируется отделениями Канадского легиона на острове Ванкувер.